# 錫雷采爾鄉

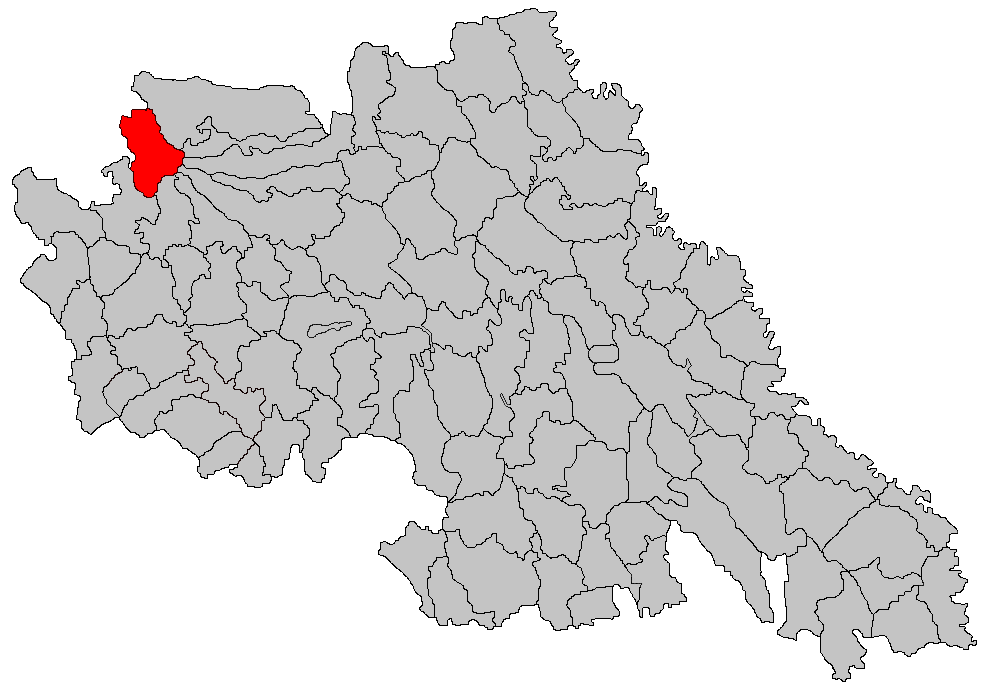

47°23′02″N 26°43′10″E / 47.38389°N 26.71944°E
錫雷采爾鄉（羅馬尼亞語：Comuna Sirețel, Iași），是羅馬尼亞的鄉份，位於該國東北部，由雅西縣負責管轄，面積56平方公里，海拔高度270米，2007年人口4,150，人口密度每平方公里74人。